# 林思齊
林思齊，OC，CVO，OBC[?]（1923年9月2日—2010年11月22日），加拿大商人及慈善家，1988年至1995年間出任卑詩省省督，是加拿大史上首位華人省督，以及第二位非高加索人省督。
作為嘉華銀行創辦人林子豐博士次子，林思齊原本在香港生活，並在嘉華銀行任職。在1967年的「六七暴動」後，他與妻女移民加拿大，經過一番努力，在房地產市場上賺取豐厚利潤。林思齊是一位虔誠的基督徒，晚年特別專注慈善公益，在加拿大和卑詩省熱心捐款和支持文教發展，嗣後獲委任為卑詩省省督。他任內的主要貢獻包括致力於推動當地種族融和、參與創立卑詩省勳章、以及在1994年招待到訪出席英聯邦運動會的英女皇伊利沙伯二世等等。另外在1991年，他有份在背後出面，勸退捲入利益衝突醜聞的時任卑詩省省長溫德心。

## 生平

### 早年生涯
林思齊祖籍廣東汕頭揭陽縣金坑，1923年9月2日生於香港。來自潮州人浸信會家庭的林思齊，祖父林紹勳是浸信會牧師和鄉村教師，父親林子豐博士是香港銀行家與教育家，1922年創辦嘉華銀行，後來先後創立香港浸會學院和浸會醫院，亦曾出任浸信會的香港培正中學校長。林子豐與妻子陳植亭共育有七子兩女，其中林思齊是家中次子。林思齊的長兄林思顯博士（1922年－2008年）先後擔任過香港市政局議員和立法局非官守議員、嘉華銀行董事局主席和香港浸會大學校董會主席等職。
林思齊少時居於九龍塘，入讀香港培正小學，中學就讀於民生書院。1936年，本身已懂廣東話和潮州話的林思齊隨父母到福建鼓浪嶼參加《聖經》查經班，逗留數月，學會了國語和閩南話。在1940年，他奉父親之命到越南西貢公幹，期間被法國軍車意外撞倒，腿部受傷一度有生命危險。返港後，林思齊入讀廣州嶺南大學，主修經濟，1947年畢業。他在畢業後負笈美國賓夕凡尼亞州，於天普大學攻讀工商管理碩士，1948年畢業後再於紐約大學研究經濟學，但未及畢業，便中途於1950年返回香港。

### 加國發展
林思齊返港後居於沙田，主要負責打理父親的嘉華銀行和出任總經理一職，另外亦從事工商和教育等各方面的工作，亦曾在1957年香港市政局選舉中參選，但落敗。可是在1967年，香港爆發由左派發動的「六七暴動」，林思齊有感香港前途暗淡，遂決定與妻女隻身移民加拿大發展。至於林子豐家族亦無心經營嘉華銀行，先在1970年將銀行轉售予美國財團，後來再於1974年落到新加坡僑商劉燦松手上，林子豐家族逐漸淡出銀行業務。
其實早於1961年，林思齊曾遊歷加拿大卑詩省省會維多利亞，深被當地美麗的景緻吸引，因此，林思齊一家移民加拿大後，亦決定定居卑詩省。可是，林思齊移民加拿大時已經44歲，要在當地創一番事業，有一定困難。起初，他與家人租住只有一個睡房的套房，帶來的六萬元加拿大元很快便花了一半，再加上初來的時候找不到工作，令生活一度陷於拮据。
雖然如此，本身在香港從事銀行業務的林思齊立志投身房地產市場，他除了閱讀大量關於房地產方面的書籍外，又報讀卑詩省大學夜校的房地產估值課程，隨後於1972年考獲文憑。另一方面，他與友人陳俊在1968年創立新利華地産發展公司（Sunneyvale Development Ltd.），正式進軍加國地產市場。透過家族關係，他成功遊說包括霍英東、李兆基和馮景禧在內的多位香港商人，由他們出資投資加國地產，再成立20多家地產公司，讓他們各自出任公司主席，自己則出任總經理，親自打理業務，從而掌握大筆資金，在房地產市場上賺取豐厚利潤。

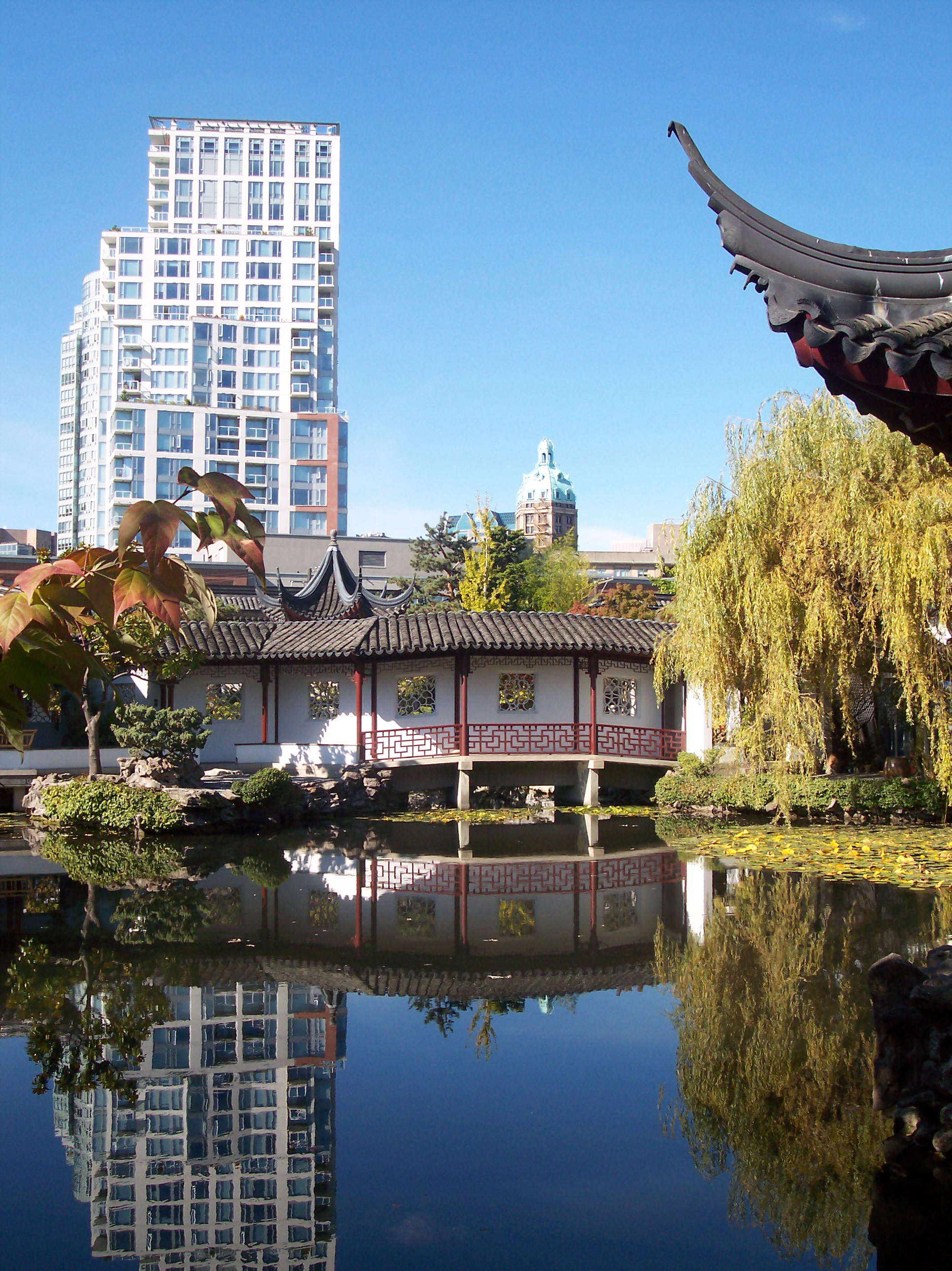
溫哥華中山公園

在1972年，林思齊正式取得加拿大公民身份，並在翌年創立加拿大國際房地産公司（Canadian International Properties Ltd.）。當時正值國際石油危機，美國房地產市道低迷，林思齊遂趁機打算以400萬美元購入三藩市市中心的保險交易大廈（Insurance Exchange Building），可是，正要購入大廈前夕，他卻被一名猶太商人捷足先登，出價425萬美元買入大廈。九個月後，猶太富商再放售大廈，這次林思齊向富商提出以年息七厘、七年借期的形式借入540萬美元，然後再以同等價錢購入大廈。林思齊的建議獲得富商接納，最終令大廈落入他的手上。未幾，石油危機化解，房地產市道急速反彈，林思齊再以2,250萬美元把保險交易大廈售予英國地產發展商，前後的帳面收入高達1,710萬美元。
林思齊投身房地產市場的十多年間，業務擴展至整個北美西部，累積總收入逾一億加元，成為卑詩省首富之一。但是在1982年，年屆60歲的林思齊選擇全身而退，成立林思齊博士夫婦基金會（Dr. and Mrs. David Lam Foundation），專注於慈善公益事業。在數年之間，他向卑詩省大學、維多利亞大學和維真神學院等多間學府分別捐贈100萬元，另外又在1983年出資為溫哥華籌建中山公園、1985年為翌年舉行的溫哥華世界博覽會出資興建加拿大館、以及在1988年為西門菲莎大學成立國際交流中心，該中心後改稱林思齊中心，以答謝他對中心的資助。
林思齊對卑詩省大學的捐助尤其繁多，他在1985年捐建林思齊管理研究圖書館（David Lam Management Research Library），圖書館在1992年再獲林思齊捐助，擴建成為林思齊管理研究中心（David Lam Management Research Centre）；熱愛園藝的他又為該校植物園捐建林思齊亞洲花園（David C. Lam Asian Garden），校內其他獲林思齊資助的，還包括林思齊多元文化教育教席（David Lam Chair in Multicultural Education）、以及林陳坤儀特殊教育教席（Dorothy Lam Chair in Special Education）等。在香港方面，林思齊也曾出資興建浸會學院的東西學術交流中心，中心後來於1993年11月更名為林思齊東西學術交流研究所。

### 省督生涯
由於在商界上的突出表現，以及對加拿大社會作重要貢獻，林思齊在1988年於渥太華獲聯邦政府授予加拿大員佐勳章，同年7月，他獲加拿大總理莫朗尼提名出任卑詩省省督，林思齊隨後於9月9日正式上任，成為加拿大全國歷來首位華人省督，也是加國第二位非白人省督，而加拿大首位非白人省督則是在1985年至1991年間出任安大略省省督的林肯·亞歷山大（Lincoln Alexander）。
林思齊在任內熱心履行省督職務，出席的公開活動多不勝數，招待各方賓客多達80,000人，發表演說次數亦不下千次。此外，他還致力於推動種族融和，並探訪卑詩省內的每一個社區，加深各族裔相互的了解。當時適值香港主權移交前的移民潮高峰期，林思齊遂協助初到加國的華人融入新生活，在1989年，他委託影星岳華與恬妮夫婦拍攝關於加國的短片，短片在加拿大駐港總領事館播放，規定獲准移民的港人必須收看，以便對加國生活有進一步了解。
林思齊其他的任內事蹟還包括在1988年應卑詩省省長溫德心（Bill Vander Zalm）建議，創立卑詩省勳章，並兼任勳章總管（Chancellor），該勳章是卑詩省政府所能頒授的最高級民事榮譽，勳章只設一等，專門授予對卑詩省有傑出貢獻的人士。在1989年，熱愛園藝的林思齊邀請公眾和志願者參與栽種省督府花園的植物，修復早前冬天寒冷天氣對花園帶來的破壞。
在七年省督生涯中，林思齊先後經歷溫德心、莊思頓（Rita Johnston）和哈葛（Michael Harcourt）三任省長。其中在1990年，溫德心因出售持有的奇幻花園（Fantasy Gardens）遊樂場予台灣富商，捲入轟動一時的利益衝突醜聞。事件一度令卑詩省政府陷入憲制危機，林思齊諮詢法律意見後，決定在背後出面勸退溫德心，最終促使溫德心在1991年4月下野。
在1994年8月，卑詩省省會維多利亞主辦英聯邦運動會，林思齊期間負責招待到訪出席的英女皇伊利沙伯二世、皇夫菲臘親王和愛德華王子，並獲英女皇授予CVO勳銜。林思齊在1995年8月21日卸任省督一職，為表揚其任內貢獻，他在同年再獲聯邦政府授予加拿大官佐勳章，另外又獲勳卑詩省勳章。卑詩省內亦有多處地方以他命名，當中包括位於耶魯鎮的林思齊公園（David Lam Park）、道格拉斯學院（Douglas College）位於高貴林的林思齊校園（David Lam Campus）和維多利亞大學的林思齊演講廳（David Lam Auditorium）等。

### 晚年生涯
林思齊晚年仍熱心於公益活動，並繼續參與中僑互助會的活動。雖然他在2005年證實患上前列腺癌，但仍堅持參與慈善事業，除了在2007年出資修復史丹利公園外，又在2009年出資為2010年溫哥華奧林匹克冬季運動會興建速滑館，以及在館旁種植櫻花樹。林思齊的病情由2009年起開始惡化，心瓣膜更出現功能異常要接受大型手術，同年，他當選為傑出華裔創業家，但因病無法親自到多倫多領獎。林思齊在2010年11月22日零時20分，因病在溫哥華家中病逝，終年87歲，死時三名女兒皆陪伴在側。
他去世後，加拿大總理史蒂芬·哈珀、卑詩省省督史蒂芬·波因特（Steven Point）、省長戈登·坎贝尔（Gordon Campbell）和溫哥華市長羅品信（Gregor Robertson）皆發聲明致悼，而省內多處學府亦下半旗致哀。林思齊的喪禮在11月27日於列治文舉行，遺體隨後進行火化，骨灰與亡妻一樣撒落到溫哥華的英吉列灣。

## 個人生活
林思齊在1954年於香港娶陳坤儀為妻，陳坤儀畢業於香港大學，任職教師，夫婦兩人共育有三名女兒，分別名慕佳、慕芬和慕慈。林思齊在1988年至1995年擔任省督期間，林陳坤儀亦以省督夫人身心熱心出席公開場合，兩人在1991年和1995年分別一同獲西門菲莎大學和維多利亞大學頒授榮譽法學博士學位。林陳坤儀在1997年因肺癌逝世，終年67歲，其逝世對林思齊的晚年構成一大打擊。
林思齊是虔誠的浸信會教徒，且愛好園藝和講故事。另一方面，在1986年的溫哥華世博期間，林思齊率先為加國引入龍舟競渡。在1989年，他復與商人黃光遠成立加拿大國際龍舟節（Canadian International Dragon Boat Festival），自此，每年6月舉辦龍舟競渡成為溫哥華的一項傳統。在晚年，林思齊又捐建龍舟中心，促進龍舟活動的發展。

林思齊的紋章

## 榮譽

### 殊勳
- 以下列出榮譽全稱及縮寫：^ 
  - 加拿大員佐勳章（C.M.） （1988年）
  - 聖約翰爵級司令勳章（K.St.J）  （1988年）
  - 皇家維多利亞司令勳章（C.V.O.） （1994年8月15日[25]）
  - 加拿大官佐勳章（O.C.） （1995年）
  - 卑詩勳章（英语：Order of British Columbia）（O.B.C.） （1995年）

### 榮譽學位
- 卑詩省大學 （1987年[12]）
- 貝勒大學 （美國，1990年[12]）
- 西門菲莎大學 （1991年[12]）
- 東部學院 （美國，今東部大學，1991年[12]）
- 皇家漢樑軍事學院 （今皇家漢樑大學，1991年[12]）
- 香港浸會學院 （香港，今香港浸會大學，1992年[12]）
- 維多利亞大學 （1995年）

### 以他命名的事物
- 林思齊博士夫婦基金會（Dr. and Mrs. David Lam Foundation）
- 林思齊公園（David Lam Park）：位於耶魯鎮
- 林思齊中心（David Lam Centre）：位於西門菲莎大學
- 林思齊管理研究中心（David Lam Chair in Multicultural Education）：位於卑詩省大學，舊稱林思齊管理研究圖書館
- 林思齊亞洲花園（David C. Lam Asian Garden）：位於卑詩省大學植物園內
- 林思齊多元文化教育教席（David Lam Chair in Multicultural Education）及林陳坤儀特殊教育教席（Dorothy Lam Chair in Special Education）：由卑詩省大學設立
- 林思齊演講廳（David Lam Auditorium）：位於維多利亞大學
- 林思齊伉儷學生綜合宿舍（David and Dorothy Lam Family Student Housing Complex）：位於維多利亞大學，由英聯邦運動會前選手村改建，宿舍旁邊設有林思齊迴旋處（Lam Circle）[23]
- 林思齊校園（David Lam Campus）：位於高貴林，屬於道格拉斯學院
- 林思齊東西學術交流研究所（David C. Lam Institute for East-West Studies）：位於香港浸會大學
- 思齊樓（David C.Lam Building）：位於香港浸會大學

## 注腳
1. 1 2 3 4 5 6 7 8 9 10 11 12 13 14 15 16 17  〈體會人生、慢慢想通、林思齊小史〉，《星島日報》多倫多版，2010年11月22日。
2. 1 2  "Lam, David See-Chai", Canadian Encyclopedia, retrieved on 28 November 2010.
3. 1 2 3 4  趙永泰，〈前卑詩省省督林思齊博士病逝、終年87歲、「回到主身邊好得無比」〉，《可圈可點》，2010年11月23日。
4. 1 2  Ka Wah Bank - Standing Tall in Hong Kong, June 1984.
5. 1 2 3 4  〈1967年香港暴動，攜妻女移居溫市〉，《星島日報》卡加利版，2010年1月4日。
6. 1 2 3  "Honorary Degree Citations - The degree of Doctor of Laws, honoris causa, conferred on Dr. David See-Chai Lam and Dorothy Kwan- Yee Tan Lam", SIMON FRASER UNIVERSITY, 6 June 1991.
7. 1 2 3  〈林思齊遺產預計超10億，每年都捐百萬元〉，《星島日報》溫哥華版，2010年11月23日。
8. 1 2 3 4 5  "Sauder mourns loss of friend and supporter David Lam", Sauder School of Business, 23 November 2010.
9. 1 2 3 4 5 6 7  〈林思齊博士：貢獻是我最大的成就〉，《加拿大傑出華裔創業家2009》，2009年。
10. 1 2 3 4 5 6 7  〈環球華報人物專訪：加國首位華裔省督傳奇人生〉，《環球華報》，2010年3月11日。
11. 1 2 3 4 5 6  "Lam, Canada’s first ethnic Chinese L-G dies, age 87", The Globe and Mail, 22 November 2010.
12. 1 2 3 4 5 6 7 8  "David See-Chai Lam", Government House, Victoria, British Columbia, Canada, retrieved on 28 November 2010.
13. 1 2  "Head of State", Saltwater City: An Illustrated History of the Chinese in Vancouver, Douglas & McIntyre, 2006.
14. 1 2  "In Memoriam", David Lam Centre, retrieved on 28 November 2010.
15. ↑  "Background", David C. Lam Institute for East-West Studies, retrieved on 28 November 2010.
16. 1 2  "British Columbia", WorldStatesmen.org, retrieved on 28 November 2010.
17. 1 2 3 4  "David Lam - A Man who made a Difference", Where Vancouver is Going!, retrieved on 28 November 2010.
18. 1 2  "Former B.C. lieutenant-governor David Lam dies", CBC News, 22 November 2010.
19. 1 2  〈林思齊典範長存，享年87歲，周六舉殯〉，《星島日報》溫哥華版，2010年11月23日。
20. 1 2 3 4  〈林思齊病逝：首位華人省督 締移民傳奇〉，《明報》加西版，2010年11月23日。
21. ↑  "Douglas mourns passing of David Lam", Douglas College, 23 November 2010.
22. ↑  〈卑詩前省督林思齊安息禮拜今天舉行〉，《星島日報》多倫多版，2010年11月27日。
23. 1 2  "Tribute to David Lam", University of Victoria, 22 November 2010.
24. ↑  "History", The Canadian International Dragon Boat Festival Society, retrieved on 28 November 2010.
25. ↑  "Issue 53798", London Gazette, 23 September 1994, p.1.

### 英文資料
- Ka Wah Bank - Standing Tall in Hong Kong （页面存档备份，存于）. Hong Kong: Ka Wah Bank, June 1984.
- "Honorary Degree Citations - The degree of Doctor of Laws, honoris causa, conferred on Dr. David See-Chai Lam and Dorothy Kwan- Yee Tan Lam （页面存档备份，存于）", SIMON FRASER UNIVERSITY, 6 June 1991.
- "Issue 53798 （页面存档备份，存于）", London Gazette, 23 September 1994, p. 1.
- "Head of State", Saltwater City: An Illustrated History of the Chinese in Vancouver, Douglas & McIntyre, 2006.
- "Former B.C. lieutenant-governor David Lam dies", CBC News, 22 November 2010.
- "Lam, Canada's first ethnic Chinese L-G dies, age 87 （页面存档备份，存于）", The Globe and Mail, 22 November 2010.
- "Tribute to David Lam （页面存档备份，存于）", University of Victoria, 22 November 2010.
- "Sauder mourns loss of friend and supporter David Lam", Sauder School of Business, 23 November 2010.
- "Douglas mourns passing of David Lam", Douglas College, 23 November 2010.
- "https://web.archive.org/web/20110212003237/http://dragonboatbc.ca/who-we-are/history/ History]", The Canadian International Dragon Boat Festival Society, retrieved on 28 November 2010.
- "Background", David C. Lam Institute for East-West Studies, retrieved on 28 November 2010.
- "British Columbia （页面存档备份，存于）", WorldStatesmen.org, retrieved on 28 November 2010.
- "In Memoriam （页面存档备份，存于）", David Lam Centre, retrieved on 28 November 2010.
- "David See-Chai Lam", Government House, Victoria, British Columbia, Canada, retrieved on 28 November 2010.
- "Lam, David See-Chai", Canadian Encyclopedia, retrieved on 28 November 2010.
- "David Lam - A Man who made a Difference", Where Vancouver is Going!, retrieved on 28 November 2010.

### 中文資料
- 〈林思齊博士：貢獻是我最大的成就〉，《加拿大傑出華裔創業家2009》，2009年。
- 〈林思齊：加國首位華裔及第二位非白人省督〉，《加拿大新聞商業網》，2009年4月25日。
- 〈1967年香港暴動，攜妻女移居溫市〉，《星島日報》卡加利版，2010年1月4日。
- 〈環球華報人物專訪：加國首位華裔省督傳奇人生〉，《環球華報》，2010年3月11日。
- 〈體會人生、慢慢想通、林思齊小史〉，《星島日報》多倫多版，2010年11月22日。
- 趙永泰，〈前卑詩省省督林思齊博士病逝、終年87歲、「回到主身邊好得無比」[永久]〉，《可圈可點》，2010年11月23日。
- 〈林思齊病逝：首位華人省督 締移民傳奇〉，《明報》加西版，2010年11月23日。
- 〈林思齊典範長存，享年87歲，周六舉殯〉，《星島日報》溫哥華版，2010年11月23日。
- 〈林思齊遺產預計超10億，每年都捐百萬元〉，《星島日報》溫哥華版，2010年11月23日。
- 〈卑詩前省督林思齊安息禮拜今天舉行〉，《星島日報》多倫多版，2010年11月27日。

## 延伸閱讀
- ROY, Reginald H., David Lam : A Biography, Douglas & McIntyre, 1996. ISBN 1-55054-511-6

## 外部連結
- 加拿大總理悼詞
- 卑詩省省督悼詞
- 卑詩省大學悼詞
- 維多利亞大學悼詞 （页面存档备份，存于）
- 道格拉斯學院悼詞
- 〈林思齊走了〉，《星島日報》溫哥華版，2010年11月23日

| 官衔                      | 官衔                           | 官衔             |
| ------------------------- | ------------------------------ | ---------------- |
| 前任： 羅伯特·戈登·羅傑斯 | 第25任卑詩省省督 1988年-1995年 | 繼任： 嘉德·高登 |